# Lophostola atridisca
Lophostola atridisca là một loài bướm đêm trong họ Geometridae.